# Homestead-strejken
Homestead-strejken var en arbetskonflikt vid Homestead Steel Works i Homestead, Pennsylvania i USA 1892. När stålverkets direktör Henry Clay Frick ville genomföra kostnadsbesparingar och helt sätta stopp för fackligt inflytande vid fabriken utbröt en konflikt som utmynnade i våldshandlingar med dussintals döda och skadade. Händelserna i samband med konflikten är centrala i USA:s arbetarhistoria.

## Historia

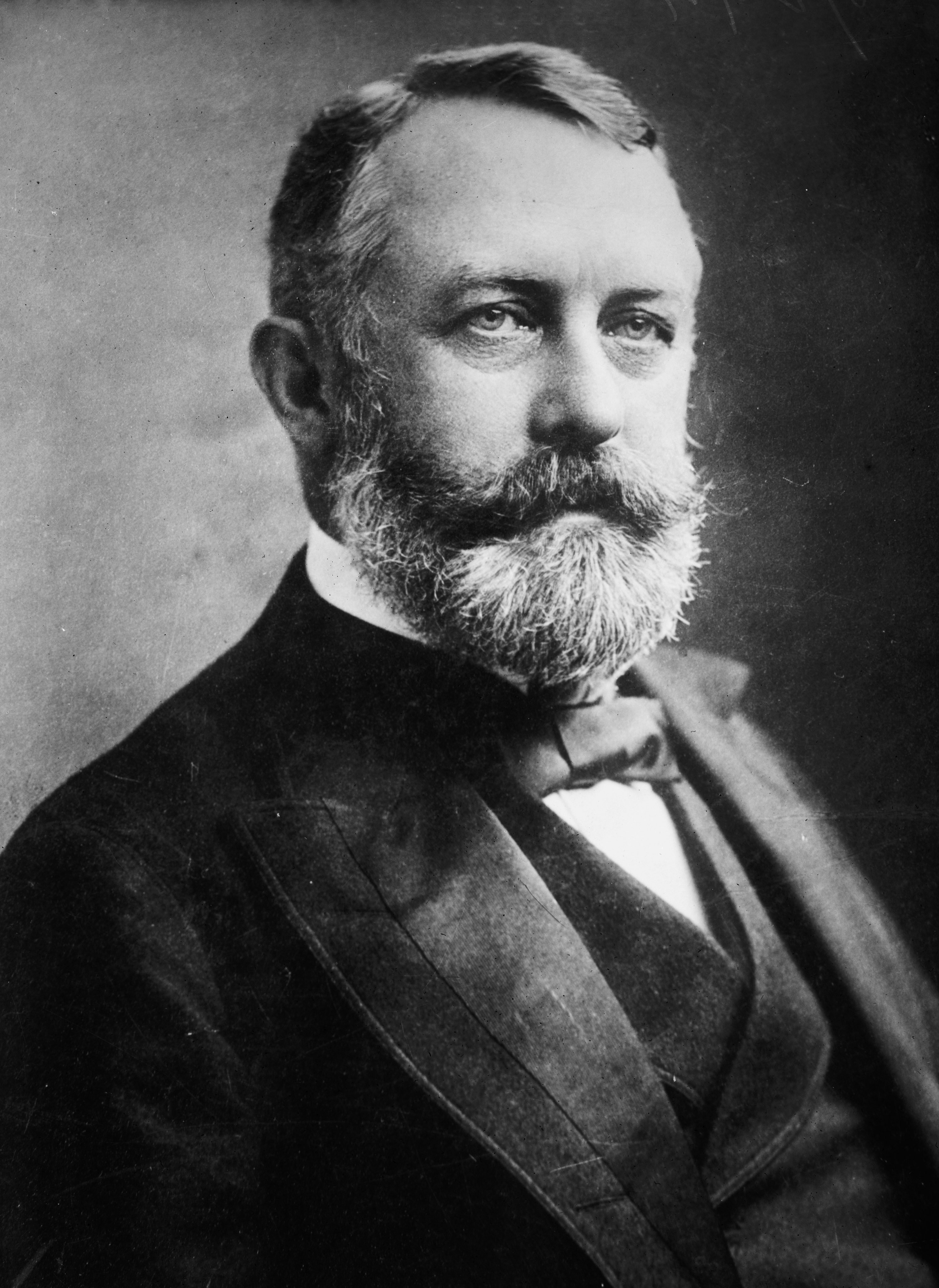
Henry Clay Frick

Sommaren 1892 ledde en tvist mellan en fackförening och Carnegie Steel Company till våldsam konflikt vid Homestead Steel Works i Homestead, Pennsylvania. Carnegies verkställande direktör Henry Frick var en stark motståndare till fackföreningsrörelsen. När ett gällande avtal löpte ut lade Frick fram ett erbjudande med betydande lönesänkningar under en längre period. När de fackanslutna i Amalgamated Association of Iron and Steel Workers (AAISW) avslog och hotade med strejk, höll Frick fast och vägrade att kompromissa. Den 30 juni stängde han ned verksamheten och sade upp samtliga arbetare och lät bygga en barrikad runt stålverket. Frick rekryterade strejkbrytare för att ersätta de utestängda arbetarna, och för att skydda strejkbrytarna anlitade han Pinkerton Detective Agency – en privat säkerhetsbyrå som var ökänd för våldsamma konflikter med fackföreningar.
Tidigt på morgonen den 6 juli 1892 anlände Pinkerton-agenter till Homestead på pråmar längs Monongahelafloden. De strejkande arbetarna och deras familjer som hade förvarnats om situationen beväpnade sig och inväntade deras ankomst. I eldstriden som följde dödades en handfull män på båda sidor och många skadades. Nationalgardet fick inkallas och undantagstillstånd utlystes. Runt mitten av augusti hade 1 700 strejkbrytande arbetare installerats och stålverkets verksamhet återupptagits. Under de följande månaderna återanställdes många av de ursprungliga arbetarna. Facket var krossat och flera ledare drogs inför rätta, men ingen fälldes för något brott.